# ルーズベルト島 (南極)
ルーズベルト島（ルーズベルトとう、Roosevelt Island）とは南極ロス棚氷の中にある氷に覆われた島。大きさは、北西から南東方向に約130km、幅は約65km。最高地点の標高は約550mである。
1934年にリチャード・バードが発見し、名前はフランクリン・ルーズベルトに由来する。